# Venti penny (moneta britannica)
Quella da venti penny (20p) (in inglese twenty pence) è una moneta della sterlina britannica. Fu introdotta nel 1982 per colmare lo spazio tra le monete da dieci e cinquanta penny introdotte con la decimalizzazione, quando non si pensò ad un taglio intermedio perché difficile da legare alle monete pre-decimali in circolazione.
A differenza delle altre monete di colore argentato la moneta da venti penny ha una composizione di 84% Cu e 16% Ni. Si tratta della percentuale di rame più alta possibile senza far virare al rossiccio il colore del tondello.
Il potere liberatorio di questa moneta è stato fissato in 50 pezzi, vale a dire fino a 10 sterline.

## Storia
La moneta venne rapidamente accettata dalla popolazione dopo la sua introduzione. Particolare di questa moneta è il fatto che la legenda e il disegno del rovescio erano in incuso rispetto al piano della moneta, a differenza delle altre monete britanniche. Il tondello è di forma ettagonale, come quello della moneta da 50p, ma più piccolo; questo per facilitare il riconoscimento della moneta.
Il disegno originale del rovescio, opera di William Gardner, raffigurava lo stemma inglese, una rosa Tudor sormontata da una corona, ai lati la data, in alto la dicitura TWENTY PENCE, in basso il valore. Al diritto il ritratto giovanile di Elisabetta II, realizzato da Arnold Machin, con la legenda ELIZABETH II in alto e D. G. REG. F. D. in basso. Questa moneta fu coniata solamente nel 1982, 1983 e 1984.
Un secondo ritratto della sovrana, opera di Raphael Maklouf, fu introdotto nel 1985 e rimase in uso per dodici anni. A partire dal 1998 è stato utilizzato il ritratto attuale, inciso da Ian Rank-Broadley.
Il disegno del rovescio è stato modificato soltanto una volta, nel 2008, quello attuale è opera di Matthew Dent. Con questa modifica, la data è stata spostata al diritto della moneta, mentre sino a quel momento si era trovata nel campo del rovescio, unico caso nella monetazione decimale britannica prima dell'introduzione della moneta da due sterline nel 1997. Una combinazione del vecchio conio di diritto (utilizzato dal 1998 al 2008) col nuovo conio di rovescio introdotto in quell'anno ha prodotto un errore molto ricercato dai collezionisti: una moneta senza data, la prima in oltre 300 anni di attività della Royal Mint. Dopo la loro scoperta, alcuni di questi esemplari furono venduti per cifre altissime, più tardi l'intera emissione senza data fu stimata in circa 250 000 esemplari, con conseguente calo delle quotazioni.
Malgrado l'errore, la zecca ha ribadito che le monete senza data continuano ad avere valore legale di venti penny.

## Pezzi coniati
| Anno | Zecca       | Pezzi coniati | Note                                              |
| ---- | ----------- | ------------- | ------------------------------------------------- |
| 1982 | Llantrisant | 1 000         |                                                   |
| 1983 | Llantrisant | 158 463 000   |                                                   |
| 1984 | Llantrisant | 65 350 965    |                                                   |
| 1985 | Llantrisant | 74 273 699    |                                                   |
| 1986 | Llantrisant | 167 000       | Coniata esclusivamente per collezionisti          |
| 1987 | Llantrisant | 137 450 000   |                                                   |
| 1988 | Llantrisant | 38 038 344    |                                                   |
| 1989 | Llantrisant | 132 013 890   |                                                   |
| 1990 | Llantrisant | 88 097 500    |                                                   |
| 1991 | Llantrisant | 35 901 250    |                                                   |
| 1992 | Llantrisant | 31 205 000    |                                                   |
| 1993 | Llantrisant | 123 123 750   |                                                   |
| 1994 | Llantrisant | 67 131 250    |                                                   |
| 1995 | Llantrisant | 102 005 000   |                                                   |
| 1996 | Llantrisant | 83 163 750    |                                                   |
| 1997 | Llantrisant | 89 518 750    |                                                   |
| 1998 | Llantrisant | 76 965 000    |                                                   |
| 1999 | Llantrisant | 73 478 750    |                                                   |
| 2000 | Llantrisant | 136 428 750   |                                                   |
| 2001 | Llantrisant | 148 122 500   |                                                   |
| 2002 | Llantrisant | 93 360 999    |                                                   |
| 2003 | Llantrisant | 153 383 750   |                                                   |
| 2004 | Llantrisant | 120 212 500   |                                                   |
| 2005 | Llantrisant | 124 488 750   |                                                   |
| 2006 | Llantrisant | 114 800 000   |                                                   |
| 2007 | Llantrisant | 117 075 000   |                                                   |
| 2008 | Llantrisant | 126 922 000   | Di cui 115 022 000 con il nuovo conio di rovescio |
| 2009 | Llantrisant | 121 625 300   |                                                   |
| 2010 | Llantrisant | 91 700 500    |                                                   |